# Anne Smith (atletinja)
Anne Rosemary Smith, angleška atletinja, * 31. avgust 1941, Amersham, Buckinghamshire, Anglija, Združeno kraljestvo, † 9. november 1993, London, Anglija.
Nastopila je na poletnih olimpijskih igrah leta 1964, ko je osvojila osmo mesto v teku na 800 m. Na igrah Skupnosti narodov je leta 1966 osvojila bronasto medaljo v teku na 880 jardov. 3. junija 1967 je postavila prvi uradno priznani svetovni rekord v teku na 1500 m s časom 4:17,3, ki je veljal dobre dve leti, in prvi uradno priznani svetovni rekord v teku na miljo s časom 4:37,0, ki je veljal dve leti.